# Риб Маунтин (Висконсин)
Риб Маунтин (енгл. Rib Mountain) насељено је место без административног статуса у америчкој савезној држави Висконсин.

## Демографија
По попису из 2010. године број становника је 5.651, што је 408 (-6,7%) становника мање него 2000. године.
| Група             | 2000.         | 2010.         |
| Белци             | 5.799 (95,7%) | 5.221 (92,4%) |
| Афроамериканци    | 10 (0,2%)     | 12 (0,2%)     |
| Азијати           | 169 (2,8%)    | 317 (5,6%)    |
| Хиспаноамериканци | 37 (0,6%)     | 57 (1,0%)     |
| Укупно            | 6.059         | 5.651         |